# Nyctibius grandis
Nyctibius grandis là một loài chim trong họ Nyctibiidae.